# تیم مراقبت نبرد نیروی هوایی ایالات متحده آمریکا
تیم مراقبت نبرد نیروی هوایی ایالات متحده آمریکا (انگلیسی: United States Air Force Combat Control Team) یا منحصراً مراقبت نبرد (انگلیسی: Combat Control) یا به اختصار سی‌سی‌تی(CCT) (کد تخصصی نیروی هوایی 1Z2X1)، یک نیروی عملیات ویژه آمریکایی (به‌طور خاص به عنوان «اپراتورهای تاکتیک‌های ویژه» شناخته می‌شود) است که در تمام جنبه‌های ارتباطات هوایی-زمینی، از جمله مراقبت پرواز، آتش پشتیبان (شامل پشتیبانی هوایی نزدیک بال ثابت و گردان)، و فرماندهی، کنترل و ارتباطات در محیط‌های پوشیده، باز یا سخت، تخصص دارند.